# Chinlestegophis jenkinsi
Chinlestegophis jenkinsi (лат.) — вид вымерших земноводных из отряда темноспондильных (Temnospondyli), типовой и единственный в роде Chinlestegophis. Жили во времена верхнетриасовой эпохи (228,0—201,3 млн лет назад) на территории современного штата Колорадо (США). Являются близкими родственниками современных червяг.

## История изучения
Вид описан в 2017 году командой американских палеонтологов из Университета Южной Калифорнии по окаменелым остаткам, обнаруженным в отложениях формации Чинле в штате Колорадо. Остатки двух особей C. jenkinsi в 1999 году нашёл палеонтолог Брайан Смолл (Bryan Small); описать вид и установить место животного в эволюционном древе помогли Адам Гаттенлокер (Adam K. Huttenlocker) и Джейсон Прадо (Jason D. Pardo). Материал первого образца состоял из черепа, рёбер, фрагмента позвоночника, плечевого пояса и конечностей. От второго остался только череп. Окаменелости располагались внутри фрагментов окаменелых нор. Чтобы заглянуть внутрь камня, палеонтологам пришлось прибегнуть к трёхмерной рентгенографии.

## Описание
Животные были небольшими: длина черепа составляла около 2,5 см. В длину они вырастали примерно до 30 см, хотя точные размеры их неизвестны, так как целых скелетов этих животных найти пока не удалось. Жили они глубоко в влажной почве в заболоченных местностях. Основу пищевого рациона составляли насекомые.